# Ana Zumarán
Ana Zumarán es una localidad situada en la provincia de Córdoba, Argentina. Su ejido urbano está distribuido en los departamentos Unión y General San Martín.
Se encuentra situada a 174 km al sudeste de la Ciudad de Córdoba, sobre la RP 2 y a 13 km de la ciudad de Villa María.
El nombre de la localidad hace alusión Ana Sáenz de Zumarán (fallecida en 1910) esposa de Ramón José Cárcano (1860 - 1946) quien fuera Gobernador de la provincia de Córdoba entre el 17 de mayo de 1913 y el 17 de mayo de 1916; y posteriormente una segunda vez entre el 17 de mayo de 1925 y el 17 de mayo de 1928, siendo el primer gobernador cordobés elegido por voto secreto para varones y, por lo tanto, el primer gobernador elegido democráticamente.
La principal actividad económica de la localidad es la agricultura seguida por la ganadería, siendo el principal cultivo la soja y la producción lechera, respectivamente. 
Existen en la localidad dos fábricas de quesos, un dispensario, una escuela primaria, un edificio comunal, un puesto policial, una iglesia y un polideportivo.

## Población
Cuenta con 233 habitantes (Indec, 2022), lo que representa un incremento del 58% frente a los 98 habitantes (Indec, 2010) del censo anterior.